# Tegula
Tegula, společnost na výrobu vápenopískových cihel byla firma, která provozovala cihelnu čp. 40 na Slezském Předměstí a svoje sídlo měla v Hradci Králové v Jiříkově třídě čp. 238.

## Historie
Tato firma, která vyráběla vápenopískové cihly, byla založena v roce 1918 a její továrna se nacházela na Slezském Předměstí proti budově nádraží. Pojmenování získala po latinském výrazu pro cihlu. Její historie je však o trošku starší, neboť již 1. listopadu 1908 se v Grandhotelu konala schůze podílníků a zájemců společnosti s ručením omezeným, jež zakoupila pozemky na Slezském Předměstí a plánovala zde brzké postavení továrny na výrobu vápenopískových cihel. Továrna na výrobu vápeno-pískových cihel v Hradci Králové s. r. o. byla založena na smlouvě z 25. listopadu téhož roku a jejími jednateli byli stavitel Alex. Haller, ing. Jaroslav Novák, sládek Jan Mattuš v Hradci Králové, obchodník s uhlím Václav Morávek v Plotištích a rolník Jan Jarkovský ve Velké Bělči.
Stavba cihelny byla zahájena v roce 1909. K jejímu vybudování byly používány obyčejné cihly z okolních cihelen, ale byly dováženy i pískové cihly z Bohdanče. Téhož roku byl do cihelny dopraven také velký kotel pro parní stroj. Roku 1912 nastávají problémy v mzdové oblasti a vedení firmy vyhrožovalo, že pokud nepřistoupí dělnictvo na její podmínky, má již za ně lacinější náhradu. Hospodářské neduhy se nakonec řeší tím, že zbudovaná cihelna byla v roce 1914 pronajata právě společnosti Tegula.
Vedle samotné výroby se věnovala i obchodu se stavebními hmotami, zejm. vápnem a portlandským cementem. Známá byla i podporou potřebných. Roku 1920 darovala na výstavbu studentské kolonie v Praze na Letné jeden vagón cihel. V roce 1928 zde byl odkryt v hloubce 35 cm popelnicový hrob z doby lužické, obsahující popelnici s kostmi a kusem jehlice. Mimo to byly v hrobě nalezeny dno nádoby a nádobka na nožce se čtyřmi prsními vypouklinami. V době krutých mrazů roku 1929 věnovala ve prospěch chudých 20 centů uhlí k ruce městského úřadu v Hradci Králové. Samozřejmostí bylo vybavení vším moderním zařízením, a to včetně telefonu, jenž měl číslo 55. V roce 1935 poškodil požár na Slezském Předměstí obytný dům společnosti Tegula. Domek byl obýván manžely Bendovými. Oheň se rychle šířil a shořelo vše, co bylo na půdě a všechna výbava dcery Bendových, Boženy. Tegula utrpěla škodu 40 000 Kč a Bendovi 15 700 Kč. Naštěstí byla škoda kryta pojištěním.
Další osudy firmy nejsou známé, neboť v Adresáři Protektorátu Čechy a Morava pro průmysl, živnosti, obchod a zemědělství z roku 1939 není o této společnosti ani slovo, což znamená, že zanikla někdy mezi léty 1935 a 1939. Příčinou zániku mohly být následky období hospodářské krize, které utlumilo stavební ruch či klesající zájem o vápenopískové cihly, případně o cihly vůbec, neboť při velkých stavbách se začíná přecházet na železobeton.